# 常乃花寬市
常乃花寛市（日语：／ Tsunenohana Kanichi，1896年11月23日—1960年11月28日），本名山野邊寛一，日本岡山縣出身的大相撲力士，第31代橫綱。他身高179cm，體重112kg。

## 生涯
他生於岡山縣岡山市，出生時體重達5公斤，被稱為怪童。他於1910年1月開始專業相撲比賽，並於1917年5月到達了幕內級別，他於1920年5月昇進大關，獲得了他的第一個頂級部門冠軍，紀錄是十勝，沒有損失。在1923年5月他獲得第二次冠軍和1924年1月獲得亞軍之後，他晉升為橫綱。他在他的橫綱生涯中贏得了八個冠軍，其中包括1927年連續三次，他的最後一個冠軍是1930年3月。他的最後一次比賽是5月並於10月份正式退役。他的退休非常突然，因為他正在體力的高峰。

## 引退後
退休後，他成為出羽海部屋第7位年寄(師傅)。從1944年到1957年出任日本相撲協會的主席。在1956年任協會主席期間，他執行了他的還曆土俵入儀式(也是第一位現役理事長完成此儀式)，後來在他任職期間，他開始指責為相撲協會的問題，並試圖在1957年5月用一把劍和氣體自殺。他幸運地被救出，但他從相撲協會的主席退休了。
1960年11月28日，在福岡縣筑紫野市二日市溫泉內的旅館因胃潰瘍逝世，享壽64歲。同年12月10日獲追贈勳三等瑞寶章。